# Eichhof (Bad Hersfeld)

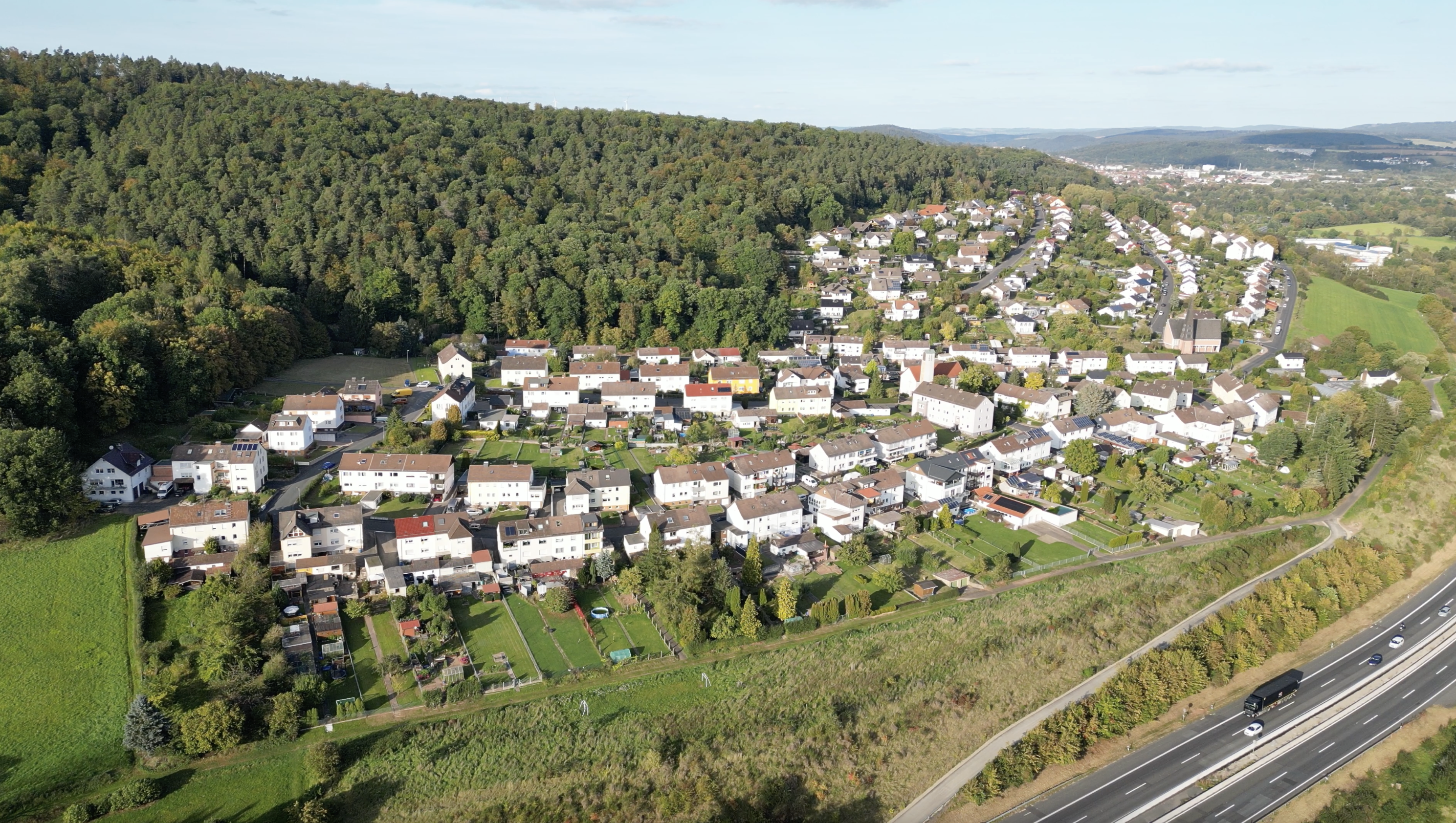
Eichhofsiedlung von oben

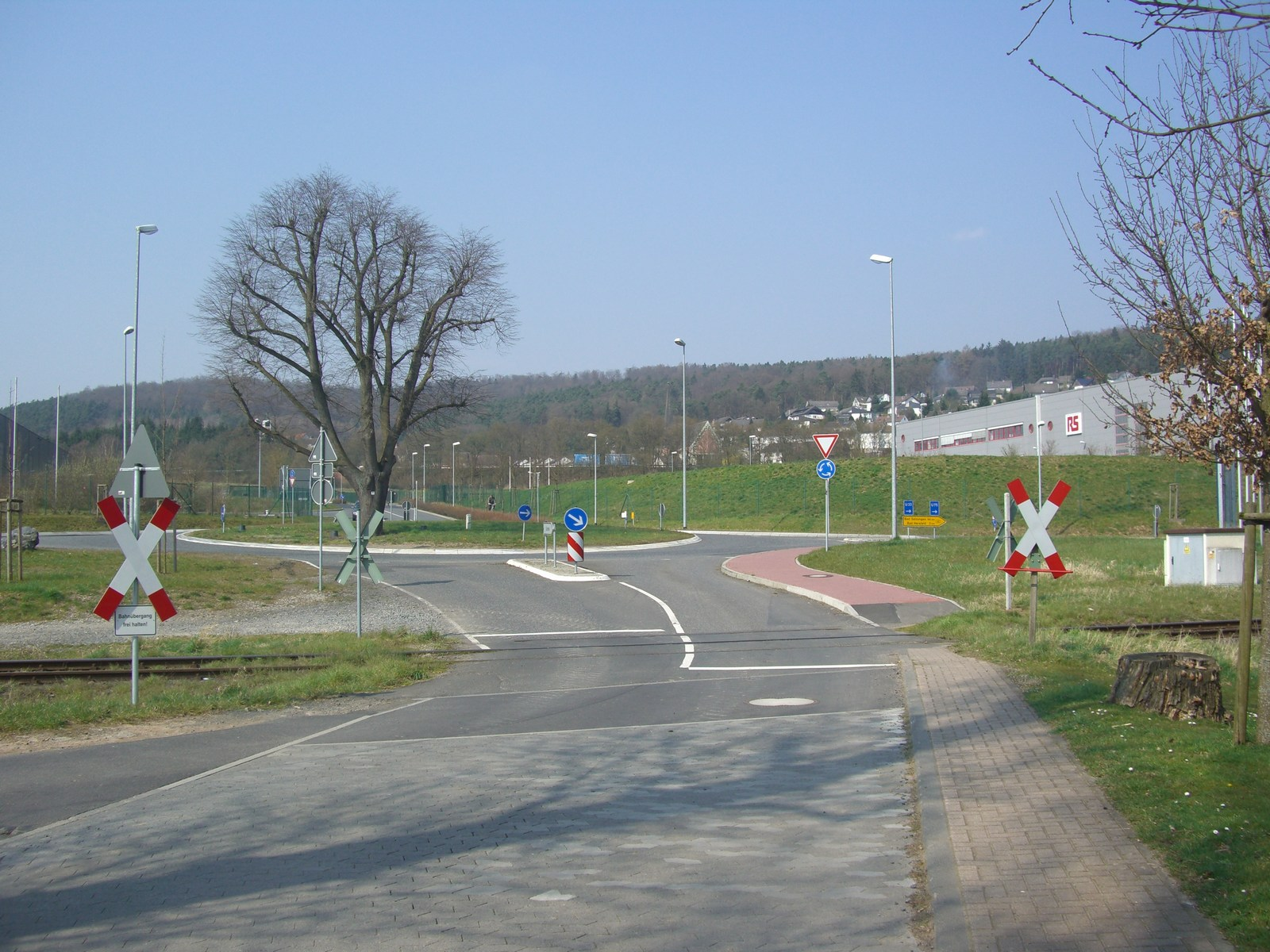
Bahnübergang und Eichhofkreisel unterhalb des Ortsteils

Der Eichhof (Eichhofsiedlung) ist ein Ortsbezirk von Bad Hersfeld im osthessischen Landkreis Hersfeld-Rotenburg.

## Geographie
Der Ortsbezirk liegt etwa 3 km südwestlich von Bad Hersfeld. Er liegt an den südlichen Hängen der ersten Anhöhen (Dilgesrod, Bilsing) die zum Lax-Berg (408,4 m ü. NN) im Knüllgebirge ansteigen. Das bebaute Gebiet liegt auf 209 m ü. NN an der A 4 und steigt bis 295 m ü. NN an den Hängen des Lax-Berges an.
Die Eichhofsiedlung ist über die Straße Am Schloß Eichhof erreichbar, die zwischen Bad Hersfeld und dem Stadtteil Asbach, am Eichhofkreisel von der Bundesstraße 62, abzweigt.
Unterhalb des Ortsbezirks verläuft die Bahnstrecke Bad Hersfeld–Treysa.
Der Becherbach fließt unterhalb der Siedlung vorbei und mündet zwischen den Fuldabrücken der B 62 und der A 4 in die Fulda. Ebenfalls unterhalb des Ortes verläuft die A 4, zu der es eine Behelfsauffahrt in westlicher Richtung für Polizei und Feuerwehr gibt.

## Geschichte

### Siedlungsgeschichte
Der heutige Ortsbezirk Eichhofsiedlung ist 1950, als Siedlung für Flüchtlinge, entstanden. Bauträger war damals die Hessische Heimstätte. Später wurde von den Flüchtlingen die Siedlungsgemeinschaft Eichhof gegründet. Bis Mitte 1953 wurden 167 Wohnungen für circa 680 Personen errichtet, 40 weitere Wohnungen waren im Bau. Damals wurde eine evangelische und eine katholische Kirche erbaut. Mit der Siedlung entstanden auch Arbeitsplätze. So wurde ein Bauernhof, ein Gärtnerei, eine Schreinerei, ein Friseurgeschäft, verschiedene Einzelhandelsgeschäfte und landwirtschaftliche Nebenerwerbsstellen geschaffen. Neben einer Bäckerei existierten auch eine kleine Post und ein Handwerksbetrieb.
1962 wurde ein eigener Sportverein, der SSV Eichhof 1962 e. V., gegründet. Die Vereinsfarben sind Schwarz und Weiß.
Heute sind die meisten der Geschäfte und Betriebe aus dem Gesamtbild des Ortsteils verschwunden.
Seit dem 12. Dezember 2012 gab es zur Nahversorgung und als Stadtteiltreff ein „Lädchen für Alles“. Dieser Laden, welcher mittlerweile wieder geschlossen ist, wurde in Zusammenarbeit von Tegut und dem Verein die Brücke (Verein für psychosoziale Hilfen im Kreis Hersfeld-Rotenburg e. V.) betrieben.
Das Internetkaufhaus Amazon errichtete 1999  westlich der Siedlung sein erstes Logistikzentrum in Bad Hersfeld; die Firma RS Components gesellte sich ein Jahr später gegenüberliegend hinzu. Ein kleiner Solarpark wurde Ende 2008 gegründet. Am 19. August 2011 wurde das Hessische Biogas-Forschungszentrum (HBFZ) eröffnet.

### Einwohnerentwicklung
| Jahr      | 1997 | 2004  | 2011 |
| --------- | ---- | ----- | ---- |
| Einwohner | 1097 | 1.066 | 876  |

## Politik
Für die Eichhofsiedlung besteht ein Ortsbezirk mit Ortsbeirat und Ortsvorsteher nach der Hessischen Gemeindeordnung. Der Ortsbezirk Eichhofsiedlung umfasst die Eichhofsiedlung mit den Hauptstraßen Schlesische Straße, Mährisch-Schönberger-Straße, Glatzer Straße, Sudetenstraße, Danziger Straße, Fünfkirchner Straße und Breslauer Straße nebst deren Nebenstraßen sowie die Hof- und Gebäudefläche der Hessischen Lehr- und Forschungsanstalt Eichhof.
Der Ortsbeirat besteht aus neuen Mitgliedern. Seit den Kommunalwahlen in Hessen 2021 gehören alle Mitglieder der Gemeinschaftsliste (GL) an. Ortsvorsteherin ist Gisela Gross.

## Tourismus
Rund um den Eichhof bestehen mehrere Wanderwege. Man kann im Stadtwald bis auf den Tanzplatz wandern oder sogar bis in die Lange Heide. Wenn man dem Bachlauf des Becherbaches etwa 600 m folgt, kommt man an die Fiebighütte. Hier beginnt ein Waldlehrpfad, an seinem höchsten Punkt steht eine Köhlerhütte.
Unterhalb des Stadtteils liegt das Schloss Eichhof, das hessische Staatsgut Eichhof und die Eichmühle. Von dort führen Radwanderwege nach Bad Hersfeld oder weiter an der Fulda entlang Richtung Niederaula und Schlitz.